# Van Halen (альбом)
Van Halen — дебютный студийный альбом американской хард-рок-группы Van Halen, вышедший в 1978 году на лейбле Warner Bros. Records.

## Об альбоме
Успех диску (и группе) принесли уникальный вокал фронтмена Дэвида Ли Рота и специфическая гитарная техника Эдди Ван Халена (инструментальная композиция «Eruption» отлично иллюстрирует его мастерство в тэппинге).
На обложке альбома Эдди изображен со своей знаменитой гитарой Frankenstrat.
В этом альбоме Эдди Ван Хален заложил новый стандарт игры на электрогитаре и положил начало целому поколению гитаристов, использующих его уникальный стиль и подход.
Пластинка заняла 12-е место в Billboard.
Через три месяца после выхода альбом получает статус золотого,
а ещё через три — платинового.
Диск достиг максимального уровня продаж в США и ему был присвоен бриллиантовый статус от RIAA за тираж более 10 млн экземпляров в августе 1996 года.
В 2003 году, альбом был поставлен на 415 место в списке величайших альбомов всех времен журнала Rolling Stone.

## Список композиций
Слова и музыка всех песен — Эдди Ван Хален, Алекс Ван Хален, Дэвид Ли Рот и Майкл Энтони, кроме указанных иначе.
| №                   | Название                                 | Автор(ы)            | Перевод                 | Длительность |
| ------------------- | ---------------------------------------- | ------------------- | ----------------------- | ------------ |
| 1.                  | «Runnin' with the Devil»                 |                     | Бегу с Дьяволом         | 3:36         |
| 2.                  | «Eruption» (Инструментал)                |                     | Извержение              | 1:42         |
| 3.                  | «You Really Got Me (кавер на The Kinks)» | Рей Дэвис           | Ты Просто Покорила Меня | 2:38         |
| 4.                  | «Ain't Talkin' 'bout Love»               |                     | Не Говорю о Любви       | 3:50         |
| 5.                  | «I'm the One»                            |                     | Я Тот Самый             | 3:47         |
| Общая длительность: | Общая длительность:                      | Общая длительность: | Общая длительность:     | 15:33        |

| №                   | Название                 | Автор(ы)            | Перевод                              | Длительность |
| ------------------- | ------------------------ | ------------------- | ------------------------------------ | ------------ |
| 6.                  | «Jamie's Cryin'»         |                     | Джейми Плачет                        | 3:31         |
| 7.                  | «Atomic Punk»            |                     | Атомный Панк                         | 3:02         |
| 8.                  | «Feel Your Love Tonight» |                     | Чувствую Твою Любовь Сегодня Вечером | 3:43         |
| 9.                  | «Little Dreamer»         |                     | Маленький (-ая) Мечтатель (-ница)    | 3:23         |
| 10.                 | «Ice Cream Man»          | Джон Брим           | Мороженщик                           | 3:20         |
| 11.                 | «On Fire»                |                     | В Огне                               | 3:01         |
| Общая длительность: | Общая длительность:      | Общая длительность: | Общая длительность:                  | 20:00        |

## Участники записи
- Дэвид Ли Рот — основной вокал, акустическая гитара в «Ice Cream Man»
- Эдди Ван Хален — гитара, бэк-вокал.
- Майкл Энтони — бас-гитара, бэк-вокал.
- Алекс Ван Хален — ударные